# سنوبس.كوم
سنوبس دوت كوم (بالإنجليزية: Snopes.com)‏ يُعرف أيضًا بمرجع الأساطير العصرية، هو موقع يحتوي على الأساطير العصرية، والشائعات على الإنترنت، والقصص التي تنتشر عبر البريد الإلكتروني، وقصص أخرى مشهورة ولكن مصدرها غير معروف أو مشكوك فيه. يُعد الموقع مصدر شهير للتحقق من مثل هذه القصص في الثقافة الشعبية الأمريكية وكشف أمرها. ويزور الموقع 300,000 شخص يوميًا.